# Parotocinclus cesarpintoi
Parotocinclus cesarpintoi är en fiskart som beskrevs av Miranda Ribeiro, 1939. Parotocinclus cesarpintoi ingår i släktet Parotocinclus och familjen Loricariidae. Inga underarter finns listade i Catalogue of Life.